# Orobanche filicicola
Orobanche filicicola är en snyltrotsväxtart som beskrevs av Takenoshin Nakai, Hyun J. O., Y. Lim och H. Shin. Orobanche filicicola ingår i släktet snyltrötter, och familjen snyltrotsväxter. Inga underarter finns listade i Catalogue of Life.